# Satz von Quillen-Suslin
Der Satz von Quillen-Suslin, benannt nach Daniel Quillen und Andrei Suslin, ist ein mathematischer Satz aus dem Teilgebiet der kommutativen Algebra. Er besagt, dass endlich erzeugte, projektive Moduln über gewissen Polynomringen frei sind.

## Aussage des Satzes
Es sei {\displaystyle R} ein Hauptidealring. Dann ist jeder endlich erzeugte, projektive {\displaystyle R[X_{1},\ldots ,X_{n}]}-Modul frei.
Hauptidealring bedeutet hier, dass der Ring kommutativ, nullteilerfrei und jedes Ideal von einem Element erzeugt ist. {\displaystyle R[X_{1},\ldots ,X_{n}]} bezeichnet den Ring der Polynome in {\displaystyle n} Unbestimmten mit Koeffizienten aus {\displaystyle R}. Das umfasst damit die wichtigen Fälle des Polynomrings über einem Körper und über dem Ring der ganzen Zahlen.

## Bemerkung
Auf die Kommutativität des Ringes {\displaystyle R} kann nicht verzichtet werden, denn M. Ojanguren und R. Sridharan haben für nicht-kommutative Divisionsringe {\displaystyle D} gezeigt, dass {\displaystyle D[X_{1},X_{2}]} ein nicht-freies, projektives Ideal {\displaystyle P} enthält, so dass {\displaystyle D[X_{1},X_{2}]\oplus P\cong D[X_{1},X_{2}]\oplus D[X_{1},X_{2}]}.

## Historie
Das unten angegebene Lehrbuch Serre’s Problem on Projective Modules von Tsit Yuen Lam bietet eine umfassende Darstellung des Themenkreises um das Serre-Problem.
Jean-Pierre Serre schrieb in einem 1955 erschienenen Artikel, dass es nicht bekannt sei, ob es für einen Körper {\displaystyle K} endlich-erzeugte, projektive, nicht-freie {\displaystyle K[X_{1},\ldots ,X_{n}]}-Moduln gäbe. Diese Frage ist dann als Serre-Vermutung oder, in Abgrenzung zu einer anderen Serre-Vermutung, als Serre-Problem bekannt geworden. Es ist dann 1976 unabhängig von Daniel Quillen und von Andrei Suslin gelöst worden und nun als Satz von Quillen-Suslin bekannt. Für dies und weitere wesentliche Beiträge zur Ringtheorie, insbesondere zur algebraischen K-Theorie, hat Quillen 1978 die Fields-Medaille erhalten.